# Aleksandr Reinholdt
Aleksandr Aleksandrovitj Reinholdt (ryska: Александр Александрович Рейнгольд), född 1856, död 8 juni 1902 i Sankt Petersburg, var en rysk litteraturhistoriker och högre ämbetsman.
Reinholdt författade Geschichte der russischen Literatur von ihrem Anfang bis auf die neueste Zeit (1884–1886), en för sin tid mycket grundlig översikt över den ryska litteraturens historia med värdefulla bibliografiska uppgifter.